# Starlight (chanson de Muse)
Pour les articles homonymes, voir Starlight.
Singles de Muse
Supermassive Black Hole
(2006) Knights of Cydonia
(2006)
Pistes de Black Holes & Revelations
Take a Bow
(1) Supermassive Black Hole
(3)
Starlight est une chanson écrite et enregistrée par le groupe de rock britannique Muse pour leur quatrième album studio, Black Holes & Revelations, sorti en 2006. Elle est le deuxième single français, sorti le 4 septembre 2006.

## Historique
Elle est diffusée très rapidement sur de nombreuses radios françaises. Cette chanson les a fait connaître auprès d'un public beaucoup plus large, pas nécessairement amateur de rock.
Dans cette chanson, le groupe montre notamment sa capacité de rendre hommage à d'autres groupes sans perdre sa propre personnalité ; on y retrouve en particulier un rythme proche de ceux de Larry Mullen Junior (batteur de U2) et des harmonies (au piano) proche de celles que pouvaient avoir d'autres groupes britanniques des années 1980-1990, notamment U2 et Oasis.
La première performance live a eu lieu lors d'un évènement organisé par la BBC Radio 1, One Big Week-End, au Camperdown Park à Dundee. Les chansons Supermassive Black Hole et Knights of Cydonia y ont été également interprétées.
Le vidéo-clip diffusé à partir d'août 2006 place le groupe sur le pont d'un vraquier.

## Dans la culture
On peut entendre Starlight dans un épisode de la série Jericho, ainsi qu'à la fin du film The Tourist sorti en 2010, avec Angelina Jolie et Johnny Depp.
Elle est également présente dans la bande-annonce du film Crazy, Stupid, Love.

## Classements
Le single s'est classé à la 13e place des charts au Royaume-Uni, à la 10e en Norvège, 23e en Irlande, 26e en France, 30e en Suisse, 46e en Australie et 52e aux Pays-Bas.

## Certifications
| Pays                  | Certification | Unités certifiées |
| --------------------- | ------------- | ----------------- |
| Canada (Music Canada) | Or            | 40 000            |
| Danemark (IFPI)       | Or            | 45 000            |
| États-Unis (RIAA)     | Platine       | 1 000 000         |
| Italie (FIMI)         | Platine       | 50 000            |
| Mexique (RIAA)        | Or            | 30 000            |
| Royaume-Uni (BPI)     | Or            | 400 000           |